# Henry Cele
Henry Cele (ur. 30 stycznia 1947, zm. 2 listopada 2007) – południowoafrykański aktor, piłkarz i trener.
Jego najsłynniejsza rola, to postać Zulusa Czaki w miniserialu pt. Zulus Czaka. Cele zagrał również pomniejszą rolę w filmie Duch i Mrok. Wcześniej był zawodowym piłkarzem na pozycji bramkarza, występował pod pseudonimie „Black Cat”. Przez ostatnie lata swego życia był trenerem.
Związany był z Jennifer „Jenny” Hollander.